# Robert Van Zeebroeck
Robert Van Zeebroeck, né le 31 octobre 1909 (date de décès inconnue), est un patineur artistique belge.

## Biographie

### Carrière sportive
Robert Van Zeebroeck a remporté la médaille de bronze dans l'épreuve de patinage artistique aux Jeux olympiques d'hiver de 1928 qui se sont déroulés à Saint-Moritz, en Suisse. Il a également participé avec sa partenaire Josy Van Leberghe à la compétition du patinage en couple où il a terminé sixième.

## Palmarès
| Compétition             | 1926 | 1927 | 1928 | 1929 | 1930 | 1931 | 1932 | 1933 | 1934 | 1935 | 1936 | 1937 | 1938 |
| Jeux olympiques d'hiver |      |      | 3e   |      |      |      |      |      |      |      |      |      |      |
| Championnats du monde   | 7e   |      |      |      |      |      |      |      |      |      |      |      | 9e   |
| Championnats d’Europe   | 6e   |      |      |      |      |      |      |      |      |      | 10e  |      |      |